# 3e étape du Tour d'Italie 2015
Pour un article plus général, voir Tour d'Italie 2015.
La 3e étape du Tour d'Italie 2015 s'est déroulée le lundi 11 mai 2015. Elle part de Rapallo et arrive à Sestri Levante après 136 km.

## Parcours
Cette troisième étape se déroule sous la forme d'une étape en ligne entre Rapallo et Sestri Levante. Elle est classée moyenne montagne par les organisateurs, le parcours comprend deux côtes classées en troisième Colle Caprile (km 24,5) et deuxième catégorie Barbagelata (km 84,6).
Cette étape très courte a un profil particulier, puisque après plusieurs ascensions importantes elle se termine par quarante kilomètres de descente puis de plat.

## Déroulement de la course
Dès le début de la course, de nombreux coureurs tentent de s'échapper et un groupe de plus 20 coureurs se forme, comprenant notamment l'ancien champion du monde Philippe Gilbert ou deux équipiers du maillot rose Michael Matthews (Esteban Chaves et Simon Clarke). Dans le peloton, l'équipe d'Alberto Contador Tinkoff-Saxo assure la poursuite. Dans la dernière ascension, l'attaque du Russe Pavel Kochetkov anime le groupe de tête et il prend le maillot bleu en passant en tête au col ; il reste seul pendant toute la descente.
Le retour progressif d'un peloton de 80 coureurs mené par les Tinkoff fait éclater le groupe de poursuivants et un regroupement a lieu en tête pendant quelques kilomètres entre Pavel Kochetkov, Simon Clarke, Maciej Paterski et Adam Hansen, mais ce groupe est finalement rattrapé. L'équipe Orica-GreenEDGE qui s'est économisée pendant une large partie de l'étape emmène finalement son sprinter Michael Matthews à la victoire. Il devance de justesse Fabio Felline, et plus largement Philippe Gilbert, qui termine troisième après avoir participé à l'échappée.
Il est aussi à noter que Domenico Pozzovivo, l'un des outsiders de ce Giro, chute gravement dans la descente suivant la dernière difficulté et doit abandonner la course.

## Résultats

### Classement de l'étape
| Classement de l'étape | Classement de l'étape | Classement de l'étape | Classement de l'étape | Classement de l'étape |
|                       | Coureur               | Pays                  | Équipe                | Temps                 |
| --------------------- | --------------------- | --------------------- | --------------------- | --------------------- |
| 1er                   | Michael Matthews      | Australie             | Orica-GreenEDGE       | en 3 h 33 min 53 s    |
| 2e                    | Fabio Felline         | Italie                | Trek Factory Racing   | m.t                   |
| 3e                    | Philippe Gilbert      | Belgique              | BMC Racing            | m.t                   |
| 4e                    | Sergueï Lagoutine     | Russie                | Katusha               | m.t                   |
| 5e                    | Paolo Tiralongo       | Italie                | Astana                | m.t                   |
| 6e                    | Luca Paolini          | Italie                | Katusha               | m.t                   |
| 7e                    | Francesco Gavazzi     | Italie                | Southeast             | m.t                   |
| 8e                    | Enrico Battaglin      | Italie                | Bardiani CSF          | m.t                   |
| 9e                    | Luis León Sánchez     | Espagne               | Astana                | m.t                   |
| 10e                   | Jonathan Monsalve     | Venezuela             | Southeast             | m.t                   |
| modifier              |                       |                       |                       |                       |

### Points attribués
|   | Cycliste         | Nat       | Équipe          | Pts | Bonif |
| - | ---------------- | --------- | --------------- | --- | ----- |
| 1 | Philippe Gilbert | Belgique  | BMC Racing      | 8   | 3 s   |
| 2 | Simon Clarke     | Australie | Orica-GreenEDGE | 4   | 2 s   |
| 3 | Silvan Dillier   | Suisse    | BMC Racing      | 1   | 1 s   |

|   | Cycliste         | Nat       | Équipe          | Pts | Bonif |
| - | ---------------- | --------- | --------------- | --- | ----- |
| 1 | Philippe Gilbert | Belgique  | BMC Racing      | 8   | 3 s   |
| 2 | Simon Clarke     | Australie | Orica-GreenEDGE | 4   | 2 s   |
| 3 | Silvan Dillier   | Suisse    | BMC Racing      | 1   | 1 s   |

| - Sprint final de Sestri Levante (km 136) \| \| Cycliste \| Nat \| Équipe \| Points \| Bonif \| \| -- \| ----------------- \| --------- \| ------------------- \| ------ \| ----- \| \| 1 \| Michael Matthews \| Australie \| Orica-GreenEDGE \| 15 \| 10 s \| \| 2 \| Fabio Felline \| Italie \| Trek Factory Racing \| 12 \| 6 s \| \| 3 \| Philippe Gilbert \| Belgique \| BMC Racing \| 9 \| 4 s \| \| 4 \| Sergueï Lagoutine \| Russie \| Katusha \| 7 \| \| \| 5 \| Paolo Tiralongo \| Italie \| Astana \| 6 \| \| \| 6 \| Luca Paolini \| Italie \| Katusha \| 5 \| \| \| 7 \| Francesco Gavazzi \| Italie \| Southeast \| 4 \| \| \| 8 \| Enrico Battaglin \| Italie \| Bardiani CSF \| 3 \| \| \| 9 \| Luis León Sánchez \| Espagne \| Astana \| 2 \| \| \| 10 \| Jonathan Monsalve \| Venezuela \| Southeast \| 1 \| \| |                   |           |                     |        |       |
| | Cycliste          | Nat       | Équipe              | Points | Bonif |
| 1 | Michael Matthews  | Australie | Orica-GreenEDGE     | 15     | 10 s  |
| 2 | Fabio Felline     | Italie    | Trek Factory Racing | 12     | 6 s   |
| 3 | Philippe Gilbert  | Belgique  | BMC Racing          | 9      | 4 s   |
| 4 | Sergueï Lagoutine | Russie    | Katusha             | 7      |       |
| 5 | Paolo Tiralongo   | Italie    | Astana              | 6      |       |
| 6 | Luca Paolini      | Italie    | Katusha             | 5      |       |
| 7 | Francesco Gavazzi | Italie    | Southeast           | 4      |       |
| 8 | Enrico Battaglin  | Italie    | Bardiani CSF        | 3      |       |
| 9 | Luis León Sánchez | Espagne   | Astana              | 2      |       |
| 10 | Jonathan Monsalve | Venezuela | Southeast           | 1      |       |

### Cols et côtes
|   | Cycliste        | Pays      | Équipe        | Points |
| - | --------------- | --------- | ------------- | ------ |
| 1 | Edoardo Zardini | Italie    | Bardiani CSF  | 7      |
| 2 | Diego Ulissi    | Italie    | Lampre-Merida | 4      |
| 3 | Jesús Herrada   | Espagne   | Movistar      | 2      |
| 4 | Adam Hansen     | Australie | Lotto-Soudal  | 1      |

|   | Cycliste          | Pays     | Équipe          | Points |
| - | ----------------- | -------- | --------------- | ------ |
| 1 | Pavel Kochetkov   | Russie   | Katusha         | 15     |
| 2 | Diego Ulissi      | Italie   | Lampre-Merida   | 8      |
| 3 | Esteban Chaves    | Colombie | Orica-GreenEDGE | 6      |
| 4 | Jesús Herrada     | Espagne  | Movistar        | 4      |
| 5 | Philippe Gilbert  | Belgique | BMC Racing      | 2      |
| 6 | Francesco Gavazzi | Italie   | Southeast       | 1      |

### Classement au temps par équipes
| Classement par équipes au temps | Classement par équipes au temps | Classement par équipes au temps | Classement par équipes au temps |
|                                 | Équipe                          | Pays                            | Temps                           |
| ------------------------------- | ------------------------------- | ------------------------------- | ------------------------------- |
| 1re                             | Astana                          | Kazakhstan                      | en 10 h 41 min 39 s             |
| 2e                              | Southeast                       | Italie                          | m.t                             |
| 3e                              | Katusha                         | Russie                          | m.t                             |
| modifier                        |                                 |                                 |                                 |

### Classement aux points par équipes
| Classement par équipes aux points | Classement par équipes aux points | Classement par équipes aux points | Classement par équipes aux points | Classement par équipes aux points |
|                                   | Équipes                           | Pays                              |                                   | Point(s)                          |
| --------------------------------- | --------------------------------- | --------------------------------- | --------------------------------- | --------------------------------- |
| 1re                               | Orica-GreenEDGE                   | Australie                         |                                   | 60                                |
| 2e                                | BMC Racing                        | États-Unis                        |                                   | 48                                |
| 3e                                | Trek Factory Racing               | États-Unis                        |                                   | 35                                |
| modifier                          |                                   |                                   |                                   |                                   |

## Classements à l'issue de l'étape

### Classement général
| Classement final général | Classement final général | Classement final général | Classement final général | Classement final général |
|                          | Coureur                  | Pays                     | Équipe                   | Temps                    |
| ------------------------ | ------------------------ | ------------------------ | ------------------------ | ------------------------ |
| 1er                      | Michael Matthews         | Australie                | Orica-GreenEDGE          | en 8 h 6 min 27 s        |
| 2e                       | Simon Clarke             | Australie                | Orica-GreenEDGE          | + 6 s                    |
| 3e                       | Simon Gerrans            | Australie                | Orica-GreenEDGE          | + 10 s                   |
| 4e                       | Esteban Chaves           | Colombie                 | Orica-GreenEDGE          | + 10 s                   |
| 5e                       | Roman Kreuziger          | Tchéquie                 | Tinkoff-Saxo             | + 17 s                   |
| 6e                       | Alberto Contador         | Espagne                  | Tinkoff-Saxo             | + 17 s                   |
| 7e                       | Michael Rogers           | Australie                | Tinkoff-Saxo             | + 17 s                   |
| 8e                       | Paolo Tiralongo          | Italie                   | Astana                   | + 23 s                   |
| 9e                       | Fabio Aru                | Italie                   | Astana                   | + 23 s                   |
| 10e                      | Diego Rosa               | Italie                   | Astana                   | + 23 s                   |
| modifier                 |                          |                          |                          |                          |

### Classement par points
| Classement par points | Classement par points | Classement par points | Classement par points       | Classement par points |
| --------------------- | --------------------- | --------------------- | --------------------------- | --------------------- |
|                       | Coureur               | Pays                  | Équipe                      | Point(s)              |
| 1er                   | Elia Viviani          | Italie                | Sky                         | 53 points             |
| 2e                    | Marco Frapporti       | Italie                | Androni Giocattoli-Sidermec | 40 pts                |
| 3e                    | Moreno Hofland        | Pays-Bas              | Lotto NL-Jumbo              | 35 pts                |
| 4e                    | Philippe Gilbert      | Belgique              | BMC Racing                  | 26 pts                |
| 5e                    | Michael Matthews      | Australie             | Orica-GreenEDGE             | 25 pts                |
| modifier              |                       |                       |                             |                       |

### Classement du meilleur grimpeur
| Classement du meilleur grimpeur | Classement du meilleur grimpeur | Classement du meilleur grimpeur | Classement du meilleur grimpeur | Classement du meilleur grimpeur |
| ------------------------------- | ------------------------------- | ------------------------------- | ------------------------------- | ------------------------------- |
|                                 | Coureur                         | Pays                            | Équipe                          | Point(s)                        |
| 1er                             | Pavel Kochetkov                 | Russie                          | Katusha                         | 15 points                       |
| 2e                              | Diego Ulissi                    | Italie                          | Lampre-Merida                   | 12 pts                          |
| 3e                              | Edoardo Zardini                 | Italie                          | Bardiani CSF                    | 7 pts                           |
| 4e                              | Esteban Chaves                  | Colombie                        | Orica-GreenEDGE                 | 6 pts                           |
| 5e                              | Jesús Herrada                   | Espagne                         | Movistar                        | 6 pts                           |
| modifier                        |                                 |                                 |                                 |                                 |

### Classement du meilleur jeune
| Classement du meilleur jeune | Classement du meilleur jeune | Classement du meilleur jeune | Classement du meilleur jeune | Classement du meilleur jeune |
|                              | Coureur                      | Pays                         | Équipe                       | Temps                        |
| ---------------------------- | ---------------------------- | ---------------------------- | ---------------------------- | ---------------------------- |
| 1er                          | Michael Matthews             | Australie                    | Orica-GreenEDGE              | en 8 h 6 min 27 s            |
| 2e                           | Esteban Chaves               | Colombie                     | Orica-GreenEDGE              | + 10 s                       |
| 3e                           | Fabio Aru                    | Italie                       | Astana                       | + 23 s                       |
| 4e                           | Fabio Felline                | Italie                       | Trek Factory Racing          | + 33 s                       |
| 5e                           | Kenny Elissonde              | France                       | FDJ                          | + 36 s                       |
| modifier                     |                              |                              |                              |                              |

### Classements par équipes

#### Classement au temps
| Classement par équipes au temps | Classement par équipes au temps | Classement par équipes au temps | Classement par équipes au temps |
|                                 | Équipe                          | Pays                            | Temps                           |
| ------------------------------- | ------------------------------- | ------------------------------- | ------------------------------- |
| 1re                             | Orica-GreenEDGE                 | Australie                       | en 23 h 40 min 59 s             |
| 2e                              | Tinkoff-Saxo                    | Russie                          | + 7 s                           |
| 3e                              | Astana                          | Kazakhstan                      | + 13 s                          |
| modifier                        |                                 |                                 |                                 |

#### Classement aux points
| Classement par équipes aux points | Classement par équipes aux points | Classement par équipes aux points | Classement par équipes aux points | Classement par équipes aux points |
|                                   | Équipes                           | Pays                              |                                   | Point(s)                          |
| --------------------------------- | --------------------------------- | --------------------------------- | --------------------------------- | --------------------------------- |
| 1re                               | Orica-GreenEDGE                   | Australie                         |                                   | 120                               |
| 2e                                | Astana                            | Royaume-Uni                       |                                   | 60                                |
| 3e                                | BMC Racing                        | États-Unis                        |                                   | 58                                |
| modifier                          |                                   |                                   |                                   |                                   |

## Abandons
- 1 -  Domenico Pozzovivo (AG2R La Mondiale) : abandon
- 178 -  Anton Vorobyev (Katusha) : non-partant